# Anopheles lutzii
Anopheles lutzii este o specie de țânțari din genul Anopheles, descrisă de Cruz în anul 1901. Conform Catalogue of Life specia Anopheles lutzii nu are subspecii cunoscute.